# Rue Meslay
La rue Meslay est une rue du 3e arrondissement de Paris, située entre le Marais, au sud, et le quartier du faubourg Saint-Martin, au nord, à proximité de la place de la République.

## Situation et accès
La rue est prolongée vers le sud-est au-delà de la rue du Temple par la rue Béranger, et vers l'ouest au-delà de la rue Saint-Martin par la rue Sainte-Apolline. On trouve aujourd'hui dans la rue une concentration de boutiques de chaussures.
Ce site est desservi par les stations de métro Temple, République et Strasbourg - Saint-Denis.
La rue est principalement peuplée de magasins de chaussures (notamment chinois et africains). On y trouve également des magasins de « sape » (mode du Congo, république du Congo et république démocratique du Congo).

## Origine du nom
Elle tient son nom du propriétaire riverain, Jean-Baptiste Rouillé de Meslay. Celui-ci possédait un hôtel qui a été absorbé lors de la construction de la place de la République.

## Historique
La rue est établie en grande partie sur la butte Saint-Martin qui fait partie de la série de monceaux échelonnés le long de l’enceinte de Charles V créés par des terres du creusement des fossés de la muraille rehaussés par l’accumulation d’immondices. Cette butte fut transformée en bastion avant 1609 dans le cadre des travaux de fortifications de l'enceinte des Fossés Jaunes.
.
Une rue des Remparts existait au début du XVIIe siècle le long de cette fortification côté ville de la porte du Temple jusqu'au pied de ce bastion à l'emplacement de l'actuel passage du Pont-aux-Biches.
Le rempart fut remplacé après 1670 par le boulevard Saint-Martin, qui escaladait cette butte partiellement nivelée.
La rue Meslay, qui connut la graphie « rue Meslée », fut ouverte en exécution d'un arrêt du Conseil du 22 décembre 1696 prévoyant :

« À l'endroit où se terminera cette nouvelle rue (de Vendosme, aujourd'hui rue Béranger) il en sera formé une autre vis-à-vis de pareille largeur de six toises, traversant de la rue du Temple à la rue Saint-Martin sur le terrain de la place d'entre le Cours et le derrière des maisons de la rue Neuve Saint-Martin (Notre-Dame-de-Nazareth) à l'effet de quoi seront les terres de la butte Saint-Martin transportées sur les lieux
qui seront à ce destinés. »

Les travaux d'aménagement qui nécessitèrent des terrassements importants, les déblais de l'arasement partiel du sommet de la butte ayant été employés à créer une pente régulière au départ de la porte du Temple, durèrent quelques dizaines d'années.
Son ouverture complète en 1723 fut permise  par l'acquisition de deux maisons qui empêchaient l'accès à la rue Saint-Martin à une époque où la rue portait son nom actuel. La rue Meslay se trouvait incluse dans un programme de grands travaux tendant à dégager le centre de Paris par une voie en rocade reliant la place Royale et la place des Victoires.
Dès 1700, une cité d'artistes s'installa le long de la rue Meslay, sur l'emplacement des anciens remparts. Parmi ces artistes, qui avaient leur atelier rue Meslay, Robert Le Lorrain, les deux frères Jacob, fils de Georges Jacob (ébéniste qui a beaucoup servi le couple royal Louis XVI et Marie-Antoinette), célèbres ébénistes du début du XIXe siècle qui servirent Napoléon 1er , Christophe-Gabriel Allegrain et son collaborateur Jean-Baptiste Pigalle.
La voie s’est d’abord appelée « rue du Rempart », « rue Sainte-Apolline » et « rue Bourbon » avant de prendre sa dénomination actuelle, en 1723.
La formation de la place de la République et l’élargissement de la rue du Temple ont amputé le début de la rue, lui retirant une douzaine de maisons.

## Bâtiments remarquables et lieux de mémoire
- Au débouché du no 2 de la rue Meslay et no 207 de la rue du Temple se situait la porte du Temple de l'enceinte de Charles V.
- No 12 : le peintre Louis-Léopold Boilly habite à cette adresse de 1806 à 1829. Il dispose également d’un atelier au no 26 de la rue[7].
- No 21 : Jean-Marcel Poyer, membre de la bande à Bonnot, habite ici de la fin 1910 à mars 1911[8].
- No 32 : passage Meslay, qui donne accès au boulevard Saint-Martin.
- No 36 : passage des Orgues, reliant la rue au boulevard Saint-Martin.
- No 37 : passage du Pont-aux-Biches, qui relie la rue à la rue Notre-Dame-de-Nazareth.
- No 42 : maison construite vers 1715 pour Jean Pigalle, le père du sculpteur Jean-Baptiste Pigalle[1].
- No 46 : l'écrivain George Sand, de son vrai nom Aurore Dupin, est née au no 46 de la rue (15, rue Meslay d’autrefois), le 1er juillet 1804 ; une plaque lui rend hommage. La maison natale d'Aurore Dupin était un bien de famille du sculpteur Robert Le Lorrain[1].

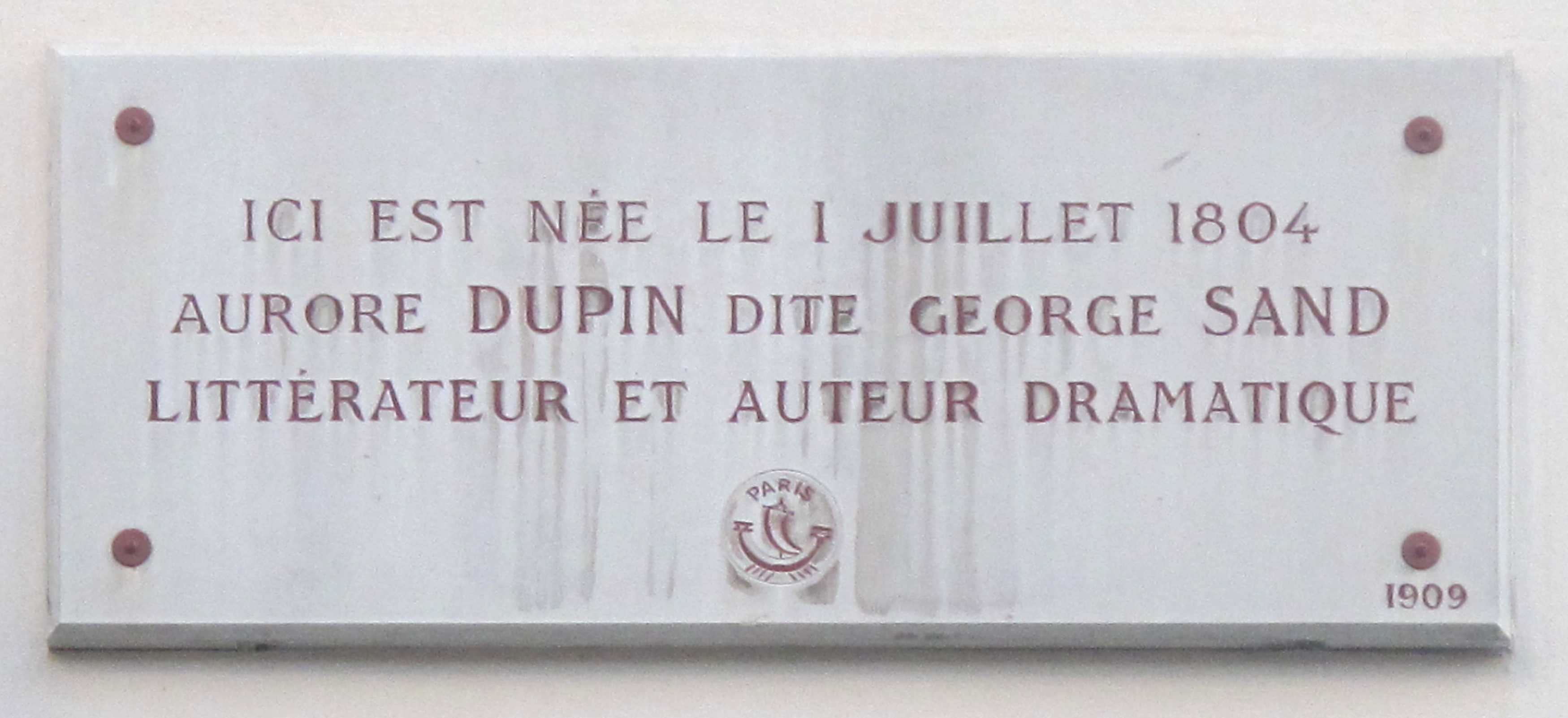
Plaque en hommage à George Sand.
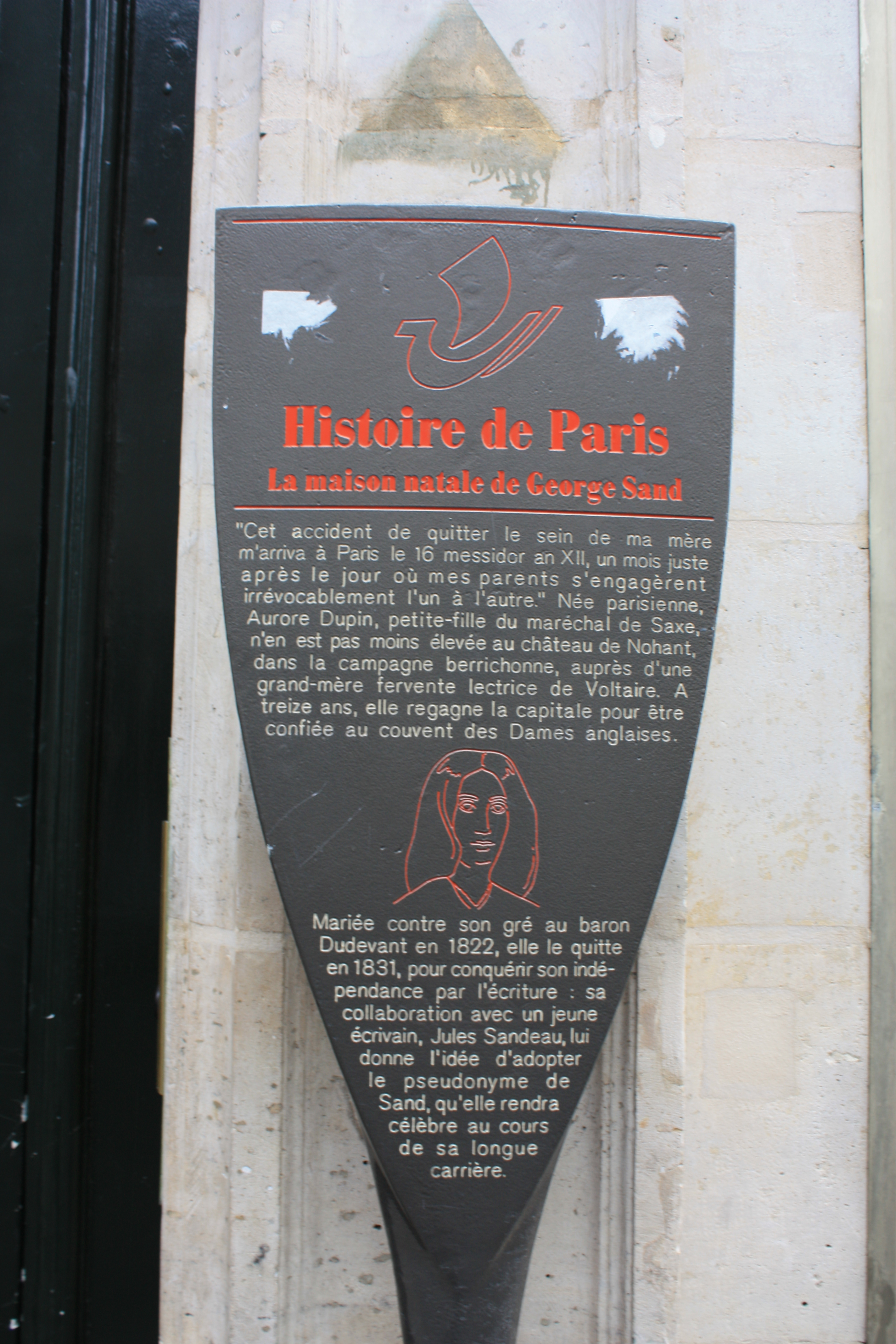
Panneau Histoire de Paris; La maison natale de George Sand

## Pour approfondir